# Уряд Клауса Чючера
Уряд Клауса Чючера — ліхтенштейнський уряд прем'єр-міністра Клауса Чючера, що діяв з 25 березня 2009 по 27 березня 2013 року.

## Кабінет міністрів
| Логотип | Міністерство                                                                | Міністр                          | Фото | Час на посаді   | Час на посаді   | Партія | Партія | Вебсайт |
| ------- | --------------------------------------------------------------------------- | -------------------------------- | ---- | --------------- | --------------- | ------ | ------ | ------- |
|         | Міністерство будівництва                                                    | Мартін Меєр (Martin Meyer)       |      | 25 березня 2009 | 27 березня 2013 |        | FBP    |         |
|         | Міністерство внутрішніх справ                                               | Гуго Квадерер (Hugo Quaderer)    |      | 25 березня 2009 | 27 березня 2013 |        | VU     |         |
|         | Міністерство державного управління                                          | Клаус Чючер (Klaus Tschuetscher) |      | 25 березня 2009 | 27 березня 2013 |        | VU     |         |
|         | Міністерство екології, землекористування, сільського і лісового господарств | Рената Мюсснер (Renate Muessner) |      | 25 березня 2009 | 27 березня 2013 |        | VU     |         |
|         | Міністерство економіки                                                      | Мартін Меєр (Martin Meyer)       |      | 25 березня 2009 | 27 березня 2013 |        | FBP    |         |
|         | Міністерство закордонних справ                                              | Аврелія Фрік (Aurelia Frick)     |      | 25 березня 2009 | 27 березня 2013 |        | FBP    |         |
|         | Міністерство культури                                                       | Аврелія Фрік (Aurelia Frick)     |      | 25 березня 2009 | 27 березня 2013 |        | FBP    |         |
|         | Міністерство освіти                                                         | Гуго Квадерер (Hugo Quaderer)    |      | 25 березня 2009 | 27 березня 2013 |        | VU     |         |
|         | Міністерство охорони здоров'я                                               | Рената Мюсснер (Renate Muessner) |      | 25 березня 2009 | 27 березня 2013 |        | VU     |         |
|         | Міністерство соціальної політики                                            | Рената Мюсснер (Renate Muessner) |      | 25 березня 2009 | 27 березня 2013 |        | VU     |         |
|         | Міністерство спорту                                                         | Гуго Квадерер (Hugo Quaderer)    |      | 25 березня 2009 | 27 березня 2013 |        | VU     |         |
|         | Міністерство транспорту                                                     | Мартін Меєр (Martin Meyer)       |      | 25 березня 2009 | 27 березня 2013 |        | FBP    |         |
|         | Міністерство у справах сім'ї та рівних можливостей                          | Клаус Чючер (Klaus Tschuetscher) |      | 25 березня 2009 | 27 березня 2013 |        | VU     |         |
|         | Міністерство фінансів                                                       | Клаус Чючер (Klaus Tschuetscher) |      | 25 березня 2009 | 27 березня 2013 |        | VU     |         |
|         | Міністерство юстиції                                                        | Аврелія Фрік (Aurelia Frick)     |      | 25 березня 2009 | 27 березня 2013 |        | FBP    |         |

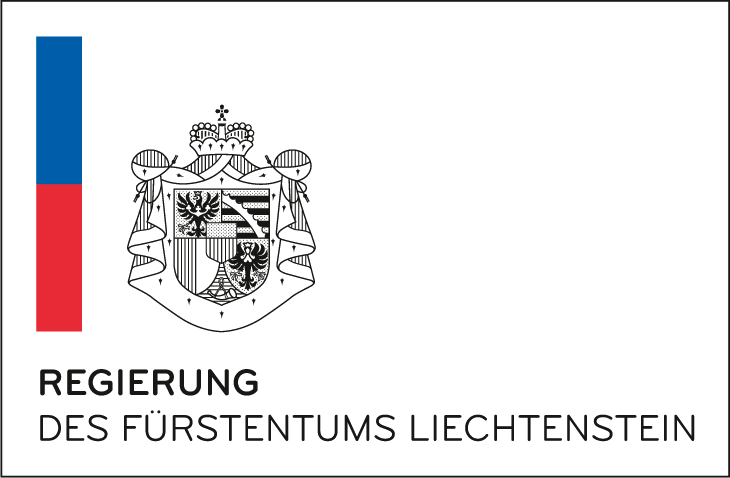
Логотип уряду
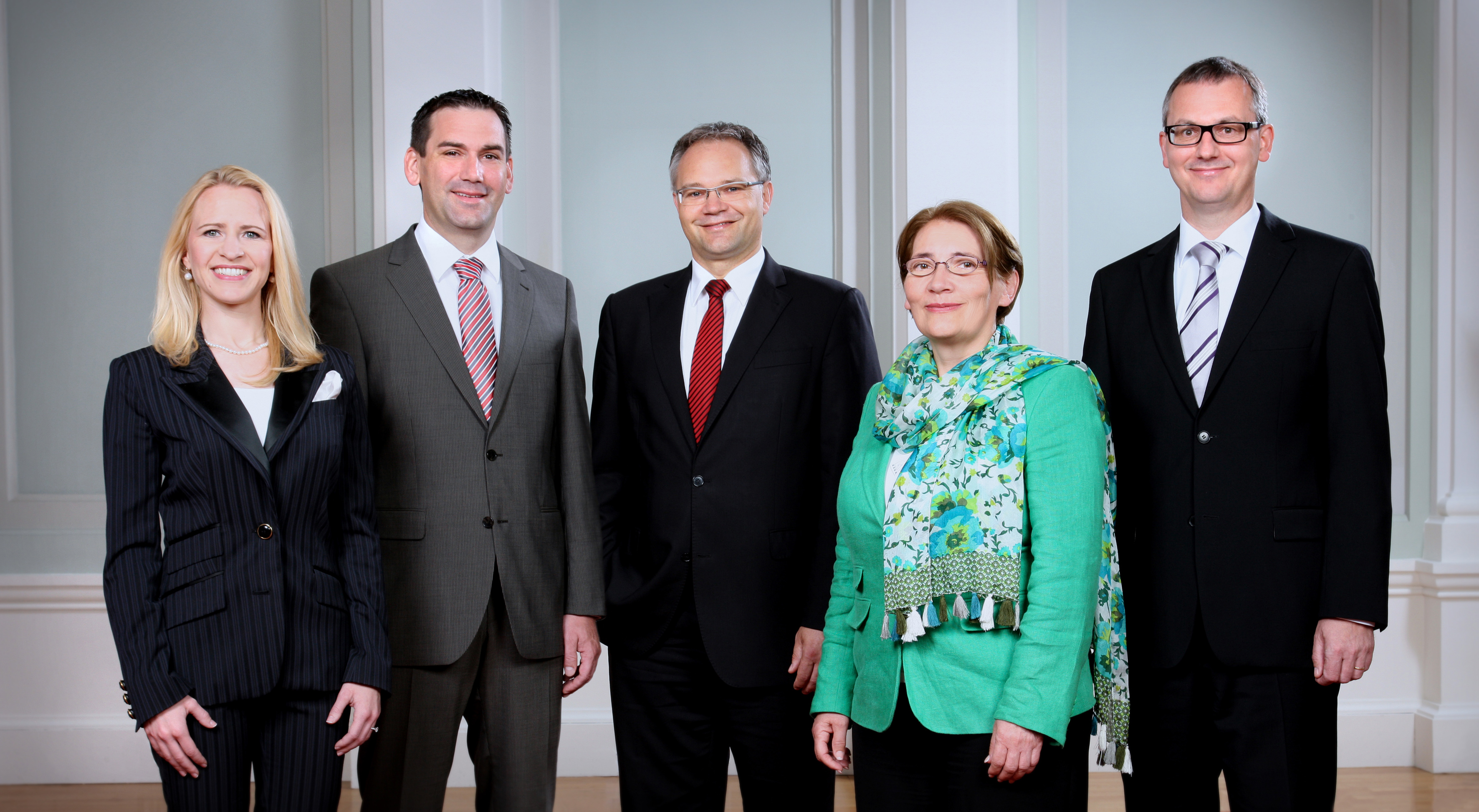
Склад уряду 2011 року